# Jaroslav Janda (lyžař)
Jaroslav Janda (* 17. října 1942, Jablonec nad Nisou) je bývalý český lyžař.

## Lyžařská kariéra
Na X. ZOH v Grenoblu 1968 reprezentoval Československo v alpském lyžování. V obřím slalomu skončil na 34. místě, ve sjezdu na 36. místě a ve slalomu vypadl v 2. kole. Desetkrát startoval na slavném lyžařském Hahnenkammu.